# Мяммино
Мяммино — деревня в Лихославльском районе Тверской области.

## География
Находится в центральной части Тверской области на расстоянии приблизительно 30 км на север-северо-восток по прямой от районного центра города Лихославль на правом берегу реки Медведица.

## История
Деревня была отмечена ещё на карте Менде, состояние местности на которой соответствует 1848 году. В 1859 году здесь было учтено 6 дворов. До 2021 деревня входила в Толмачёвское сельское поселение (Тверская область) Лихославльского района до его упразднения.

## Население
Численность населения: 66 человек (1859 год), 18 (карелы 61 %, русские 33 %) в 2002 году, 11 в 2010.